# Bicicleta tot terreny

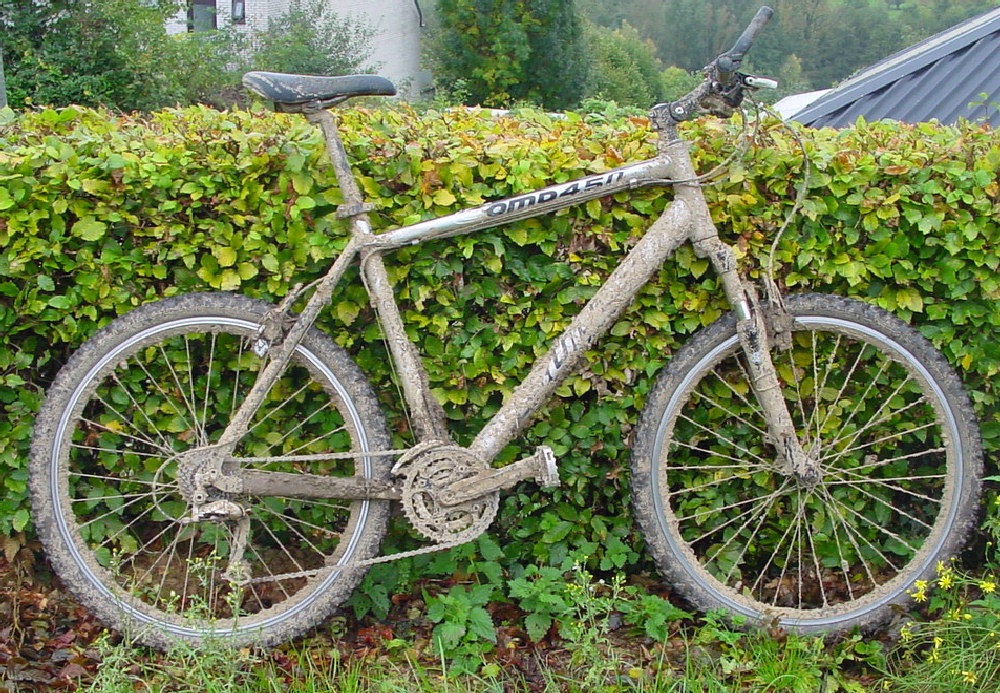
Una bicicleta de muntanya després d'una ruta.

La bicicleta tot terreny o BTT (en francès: Vélo Tout Terrain, VTT) o bicicleta de muntanya (en anglès, Mountain bike, MTB) és el tipus de bicicleta dissenyada per a rutes per muntanya o camp a través. Es caracteritza per uns components (quadre, rodes, canvi...) més resistents als impactes del terreny i per estar proveïdes, en molts de casos, per un sistema de suspensió a la forquilla davantera (gairebé majoritari) i esmorteïment al darrere. Els pneumàtics són de 26, 27.5, 29 i 36 polzades i una secció gran i amb molt gravat per absorbir les irregularitats del terreny i assegurar la tracció.

## Història

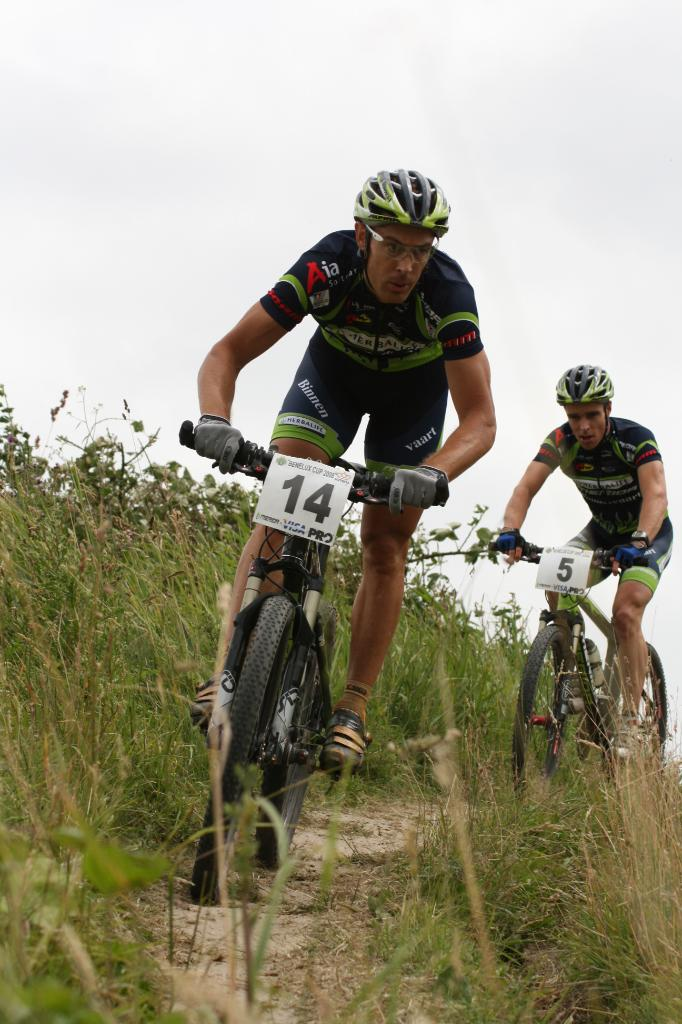
Descens al campionat neerlandès de BTT del 2008

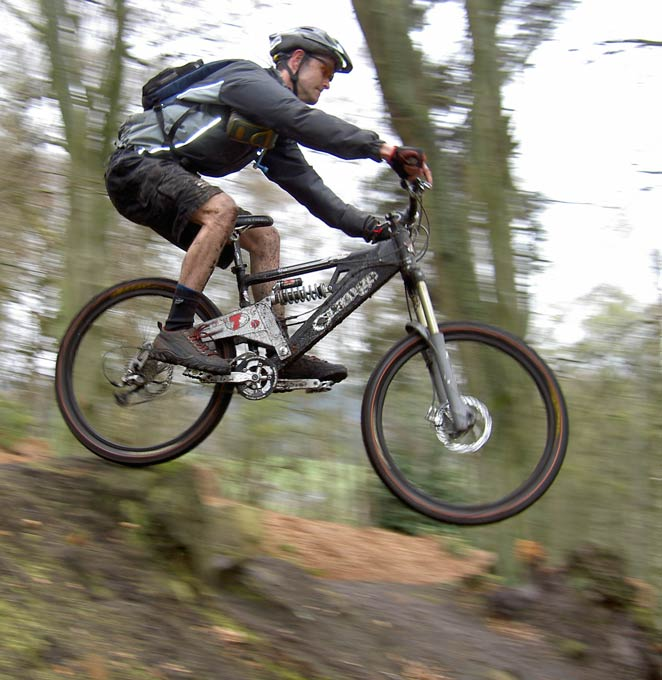
Una BTT en acció

Abans de l'aparició del terme i del concepte de bicicleta tot terreny o de muntanya les bicicletes ja eren utilitzades fora de les carreteres però el disseny de bicicletes específiques per a ser utilitzades sobre terrenys accidentats no va arribar fins a la meitat de la dècada del 1970 als Estats Units
Joe Breeze és reconegut com el primer a construir una bicicleta específicament destinada al tot terreny, però va ser Tom Ritchey que va començar la fabricació en sèrie el 1979, creant la marca MountainBikes amb Gary Fischer i Charlie Kelly.
El primer campionat mundial de BTT, cross-country i descens es va fer el 1990 a Durango a l'estat de Colorado.

## Característiques
Es caracteritza per uns components (quadre, rodes, sistemes de canvi, etc.) més resistents als impactes del terreny i per estar proveïdes, en molts casos, amb un sistema de suspensió que pot ser simple (només suspensió en la forqueta davantera, també denominades «rígides») o doble (forqueta davantera més amortidor posterior, anomenades «dobles»), a més de les bicicletes (que solament en posseeixen una al davant, llevant una de les dues que hi ha davant per disminuir el pes). Així mateix, les cobertes són de major grossor i amb tacs per absorbir millor les irregularitats del terreny i obtenir millor tracció. Finalment, el diàmetre de les seves rodes pot variar des de 24 a 29 i també de 36 polzades, sent 26 polzades la mesura més utilitzada des dels seus inicis, a més de ser la més fàcil de trobar al mercat.
En els començaments d'aquesta modalitat els quadres de la bicicleta eren fabricats amb acer, però actualment per a la fabricació del quadre de la bicicleta tot terreny s'usen altres materials; el més comú és l'alumini, el qual ofereix un quadre lleuger a un preu assequible. En la gamma més alta de bicicletes es troben els quadres fabricats amb fibra de carboni.

## Manteniment
L'ús de la bicicleta de muntanya per recorreguts fora de carretera i naturals fa que siguin habituals petites actuacions i ajustos sobre la marxa. Per això resulta convenient portar recanvis i eines per poder reparar les avaries que es puguin produir.
És aconsellable disposar de:
- Palanques per a desmuntar les cobertes de les rodes
- Cambra d'aire de recanvi
- Manxa
- Joc de claus allen
- Tornavís d'estrella i pla
- Trencacadenes

Al mercat hi ha multieines que cobreixen la major part de necessitats en ruta.
És essencial realitzar un manteniment adequat de la bicicleta, abans de cada sortida assegurar-se que la pressió dels pneumàtics és la correcte (2.5-4 bar), en funció del pes, la ruta, i el gust. És important tenir la cadena ben engreixada i comprovar que no hi hagi cargols fluixos, ja que pot ser la causa d'un accident.

## Modalitats

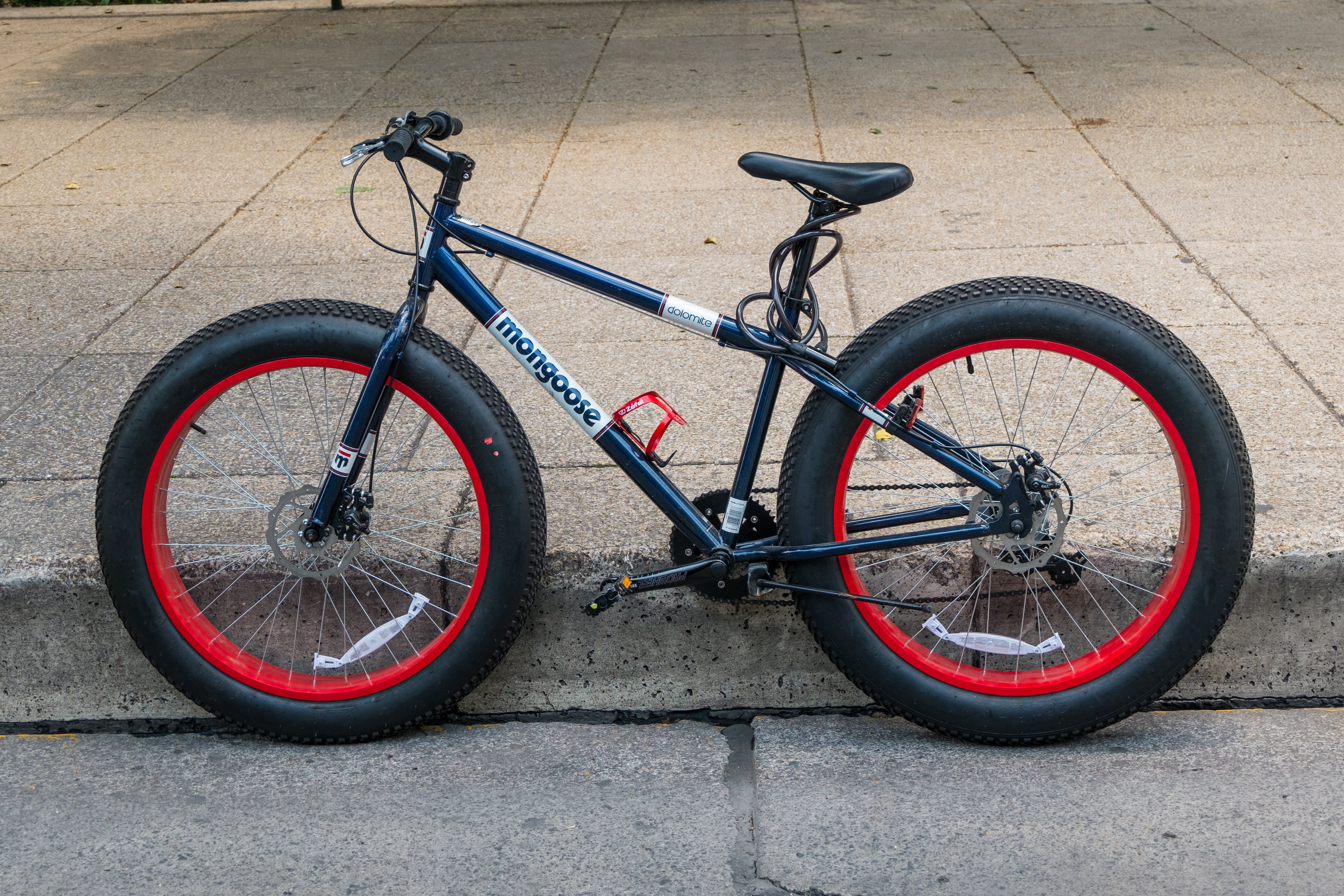
Fatbike

Al món de la bicicleta de muntanya de competició es consideren les especialitats següents:
- "Rally" o "Cross Country (XC)": Competicions per terreny ascendent i descendent. Es solen fer curses en circuits de menys de 10 km i diverses voltes. Tots els corredors surten simultàniament.
- "Descens": Baixades individuals contrarellotge de dificultat força elevada. El corredor va molt protegit per la gran velocitat que s'agafa i la perillositat dels recorreguts.
- "Marató": Prova de rally de gran longitud, en general més de 80 km.
- "Enduro": És una modalitat que intenta barrejar la modalitat de Descens i la molalitat del cross country , és a dir del rally. Consisteix a barrejar la forma física requerida al rally i la tècnica del descens, sol ser un recorregut amb diferents trams cronometrats i uns enllaços. A diferència del descens on s'acostuma a utilitzar camions o telecadires per les pujades, és el mateix ciclista qui puja, és aquí on barreja la forma física del rally. Dintre de la mateixa modalitat d'Enduro hi sol haver categories en funció del tipus de bici: hi ha la modalitat de rígides (només suspensió a davant) i dobles (suspensió integral).
- "Freeride": Descens de llarga durada, de fins a més de 10 km. Les bicicletes tenen doble suspensió però són més lleugeres que les de descens.
- "Dual slalom": Circuit de descens en paral·lel, molt tècnic. Es tracta de superar tots els obstacles que tens pel davant a gran velocitat. Són dos circuits idèntics, un al costat de l'altre on corren 2 corredors.
- "Four Cross" o "4x": Circuit de descens curt de 300 metres més o menys, amb diferents obstacles pel mig. Tant poden ser salts, com pedres o trocs, peralts que són corbes obertes o tancades o fins i tot corbes planes. Com diu el títol, és un circuit en què corren 4 corredors a la vegada.

Hi ha bicicletes especialitzades per a cadascuna de les diferents modalitats. A rally es fan servir bicicletes lleugeres i amb suspensions amb poc recorregut, fins al punt que moltes vegades no porten amortidors al darrere. Les bicicletes de descens són molt pesades i reforçades, amb rodes molt gruixudes, suspensions de gran recorregut i amortidors al darrere.
El ciclisme de muntanya no només fa referència a la competició, perquè també hi ha grups que organitzen rutes per conèixer territori i compartir experiències.

## Centres BTT a Catalunya
Un centre BTT és una espai pensat per als ciclistes de muntanya, ja que s'encarrega de senyalitzar diferents camins i rutes. Els circuits parteixen d'un punt d'acolliment que pot proporcionar informació turística de la zona, mapes dels recorreguts i serveis per a la bicicleta. S'hi poden trobar rutes amb diferents nivells de dificultat, que es diferencien pel color de les plaques de senyalització del recorregut, tot seguint un sistema semblant al de les pistes d'esquí. Així, les rutes de color verd són les que tenen un menor nivell de dificultat i aptes per a tota la família. A continuació, hi ha les rutes de color blau, seguides de les vermelles i les negres, que són les més exigents físicament i tècnicament a causa del quilometratge, desnivell acumulat i dificultat del terreny (trialeres, camins pedregosos, etc.).
El juliol del 2009 hi havia a Catalunya 16 centres BTT:
- Catalunya Central
  - El Lluçanès
  - Vall de Sau-Collsacabra
- Costa Brava
  - Baix Empordà - Costa Brava
  - El Gironès
  - La Selva
  - Pla de l'Estany - Banyoles
  - Salines Bassegoda
- Costa de Barcelona Maresme
  - Santa Susanna-Montnegre
  - Premià de Dalt - BTT PREMIÀ DE DALT
- Costa Daurada
  - Mont-roig del Camp - Miami Platja
- Pirineus
  - El Berguedà
  - El Ripollès
  - La Seu - Alt Urgell
  - El Pallars Jussà
  - El Solsonès-Vall de Lord
- Terres de Lleida
  - Centre Montsec – la Noguera
- Vall d'Aran
  - Vall d'Aran